# Bandar (Pantar)
Bandar is een bestuurslaag in het regentschap Alor van de provincie Oost-Nusa Tenggara, Indonesië. Bandar telt 556 inwoners (volkstelling 2010).